# Balans (tidskrift)
Balans är en tidskrift om redovisning, revision, skatt, lön och rådgivning samt anknyter till andra viktiga näringslivsfrågor. Tidningen ges ut av FAR AB. FAR är branschorganisationen för revisorer, redovisningskonsulter, skatterådgivare, lönekonsulter och specialister.  
Balans utkommer sju gånger om året. 